# HIP 5158 c
HIP 5158 c는 지구에서 약 135광년 떨어진 고래자리에 있는 K형 주계열성 HIP 5158을 공전하는 외계 행성이다. 이 행성은 약 7.7 천문단위의 평균 거리에서 모항성을 공전한다. 실제 궤도 주기는 알려져 있지 않지만 약 9,018~12,200일 사이로 추정된다. 이 행성은 0.14의 이심률을 가지고 있으며, 2009년 10월 19일 HARPS에 의해 다른 29개 외계행성과 함께 발견되었고, 2011년 5월에 확인되었다.
HIP 5158 c는 상당히 무거우므로 갈색왜성 또는 슈퍼목성으로 분류가 될 수 있다.
1. ↑  Lo Curto, G.; Mayor, M.; Benz, W.; Bouchy, F.; Lovis, C.; Moutou, C.; Naef, D.; Pepe, F.; Queloz, D. (2010년 3월). “The HARPS search for southern extra-solar planets: XXII. Multiple planet systems from the HARPS volume limited sample”. 《Astronomy and Astrophysics》 512: A48. doi:10.1051/0004-6361/200913523. ISSN 0004-6361.
2. ↑  Feroz, F.; Balan, S. T.; Hobson, M. P. (2011년 9월 1일). “Bayesian evidence for two companions orbiting HIP 5158”. 《Monthly Notices of the Royal Astronomical Society: Letters》 (영어) 416 (1): L104–L108. doi:10.1111/j.1745-3933.2011.01109.x. ISSN 1745-3925.